# Персонализм (философия)
Персонали́зм (от лат. persona — личность) — экзистенциально-теистическое направление в философии, признающее личность первичной творческой реальностью и высшей духовной ценностью, а весь мир — проявлением творческой активности верховной личности — Бога.
В более широком значении персонализм — это философская установка, признающая личность высшей формой бытия человека. При этом персонализм стоит отличать от индивидуализма. Как отмечает Ж. Лакруа, «личность всегда живет в мире, населённом другими личностями, „я” составляет единое целое с другими, а другой — с „я”. Личность — это внутреннее содержание, нуждающееся в том, чтобы выходить вовне. Это ни в коей мере не говорит об отрицании „я”: чем больше мы по-настоящему любим других в истине, тем больше мы любим самих себя, чем больше мы любим самих себя, тем больше мы любим других». Поэтому можно говорить о существовании различных форм персонализма, среди которых возможен персонализм атеистический.

## Особенности
По словам Ж. Лакруа, «персонализм  — это не философия в собственном смысле слова. Или, если угодно, возможно существование не одной, а нескольких философских концепций персонализма, питающихся одним и тем же вдохновением, но выводящих из него различные, во многом несхожие учения: существует, например, атеистические и христианские концепции персонализма, не говоря уже о многих других».
В персонализме можно выделить яркое и актуальное течение - т.н. диалогический персонализм, представителями которого являются М. Бубер, М. Недонсель, Н. А. Бердяев, М. М. Бахтин. Социальная сторона личности, а именно коммуникация или диалог, заявляются в диалогическом персонализме основанием конституирования всей личности. Диалогический персонализм, оперируя новыми экзистенциальными категориями (Я, ТЫ, МЫ), стремится преодолеть гносеологический Я-центризм классической философии, вынося проблему познания на новый онтологический уровень проблемы творчества.
Считается, что термин «персонализм» впервые употребил Ф.Шлейермахер в книге «Речи о религии к образованным людям, ее презирающим» (1799). К персонализму относятся учения Ф.Якоби, А.Олкотта, Ш.Ренувье, Л.Прата.
Персонализм в России начинается с Ф. М. Достоевского.

## Представители

#### Православнаятрадиция
- Фёдор Достоевский
- Николай Бердяев

#### Католическаятрадиция
- Пьер Тейяр де Шарден
- Дитрих фон Гильдебранд
- Йозеф Зайферт

#### Протестантскиетечения
- Сёрен Кьеркегор

#### Иудаизм
- Мартин Бубер